# Song Guangzong
Song Guangzong (宋光宗), född 1147, död 1200, var den tolfte kejsaren under den kinesiska Songdynastin (960-1279) och regerade 1189–1194. Hans personliga namn var Zhao Dun (赵惇).
Kejsar Guangzong tillträdde kejsartronen fyrtiotvå år gammal år 1189 efter att hans far kejsare Xiaozong abdikerat. Kejsare Guangzong, liksom hans två kommande efterträdare har betraktats som enfaldiga och inkompetenta ledare.
Efter att Guangzongs far avlidit 1194 var kejsaren oförmögen att leda landet och abdikerade samma år. Han efterträddes av sin son kejsare Ningzong. Kejsare Guangzong avled år 1200 och begravdes liksom sex av Södra Songs kejsare  i Shaoxing, Zhejiang.
Staden Chongqing fick sitt namn betydande "dubbelt högtidlighållande" 1189, då kejsar Guangzong firade sin upphöjelse till kronprins (1171) och kejsare (1189).